# Monaco Grand Prix Racing Simulation 2
Mónaco Grand Prix Racing simulation 2 es la continuación de F1 Racing Simulation. Juego de Fórmula 1 desarrollada por Ubisoft para PC y las consolas Nintendo 64 y Dreamcast. El juego está basado en la temporada de 1998 de Fórmula 1, aunque el título no tiene las licencias oficiales por lo que encontraremos nombres de escuderías y pilotos no reales. Podemos editar los nombres de los pilotos.

## Modos de juego
El objetivo del jugador es convertirse en Campeón del Mundo. Para eso dispone de dos modos de juego:
1. Arcade, donde el agarre es mayor facilitando así el control del vehículo
2. Simulación, de control más difícil pero también más relista.

### Arcade
- Carrera única: se escoge un piloto para correr una sola carrera.

- Campeonato Mundial: se escoge un piloto para competir e intentar ganar el Campeonato del mundo.

- Contrarreloj: se escoge un piloto para entrenar en un circuito.

- Dos Jugadores: para jugar dos personas, con un segundo mando de la consola.

### Simulación
- Carrera única: se escoge un piloto para correr una sola carrera.

- Campeonato Mundial: se escoge un piloto para competir e intentar ganar el Campeonato del mundo.

- Desafío o Modo Carrera: se afronta una carrera de Fórmula 1. Tras introducir un nombre para el piloto, dos escuderías ofrecen un puesto en el equipo, primero las menos poderosas, par luego ir avanzando en el objetivo de ganar el campeonato.

- Contrarreloj: se escoge un piloto para entrenar en un circuito.

- Dos Jugadores: para jugar dos personas, con un segundo mando de la consola.